# Gottfried Eichler
Pour les articles homonymes, voir Eichler.
Johann Gottfried Eichler, dit le Jeune (né en 1715 à Augsbourg et mort le 21 octobre 1770 dans la même ville) est un dessinateur et graveur allemand.

## Biographie

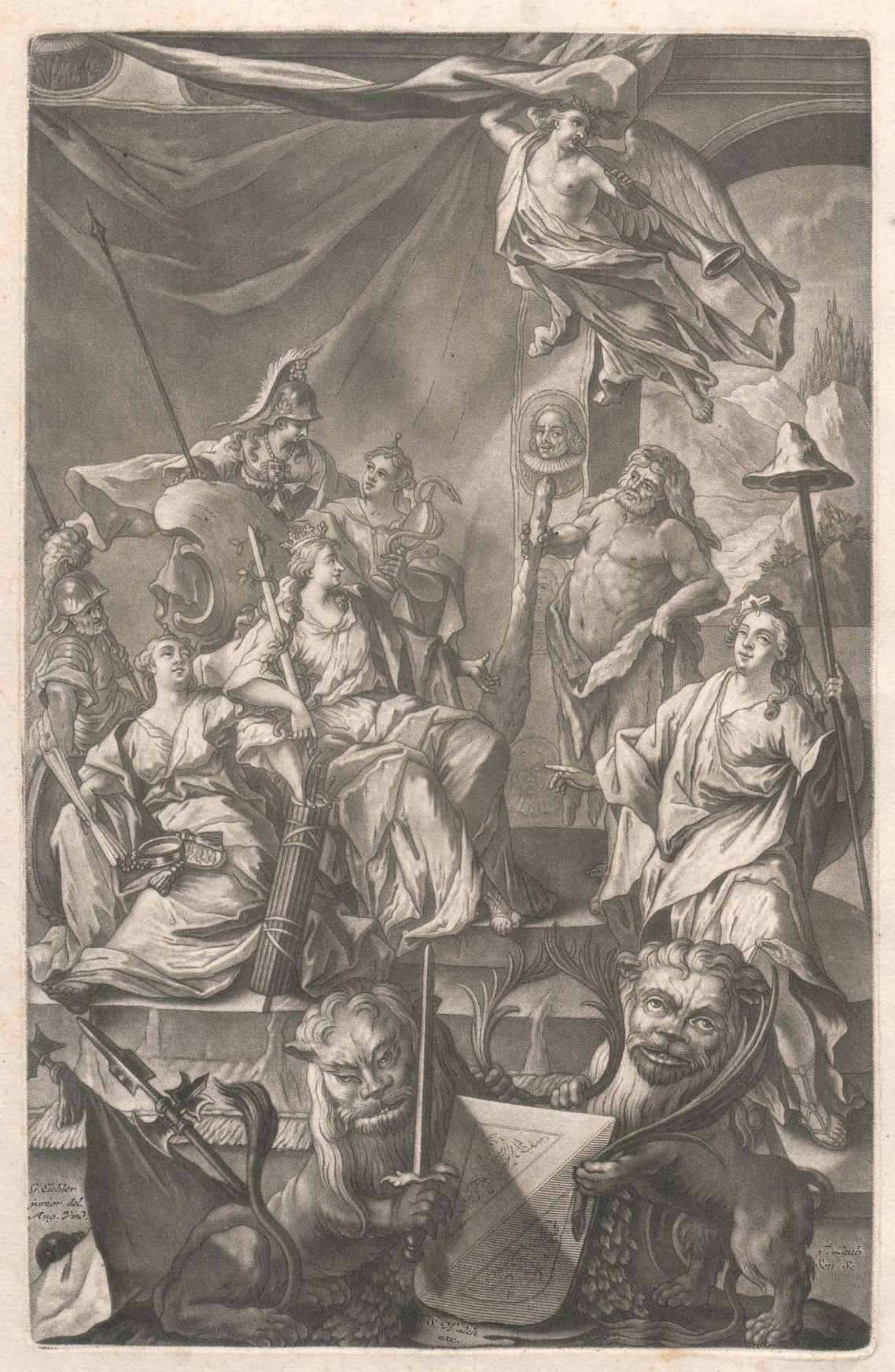
Gravure pour le recueil des portraits de Sebastian Walch des bourgmestres de Zurich, dessinés par Eichler et gravés par Tobias Laub.

Gottfried Eichler est le fils du peintre Gottfried Eichler l'Ancien (1677-1759) et d'Anna Barbara Riss. Après un apprentissage chez son père, il séjourne à Vienne et à Nuremberg.
En 1743, au moment de la fondation de l'université d'Erlangen par le margrave Frédéric III de Brandebourg-Bayreuth, Eichler est l'un des premiers professeurs à être nommé dessinateur universitaire et graveur universitaire, ce qu'il abandonne en 1751. Eichler revient dans sa ville natale. En 1752, il épouse en secondes noces Sabine Margarethe Held, avec qui il engendre le dessinateur et graveur Matthias Gottfried Eichler (1748–1821).
Eichler se fait surtout un nom avec la technique de la manière noire. Il réalise des portraits gravés et illustre des feuilles de thèses.